# Glycyrrhiza
Genre
 Glycyrrhiza est un genre de plantes à fleurs dicotylédones de la famille des Fabaceae, sous-famille des Faboideae, à répartition subcosmopolite, qui comprend une vingtaine d'espèces acceptées.
Ce sont des plantes herbacées vivaces ou des sous-arbrisseaux, aux feuilles composées imparipennées et aux racines et rhizomes très développés.
L'espèce la plus connue est Glycyrrhiza glabra L., la réglisse, dont on utilise les rhizomes en pharmacie et en confiserie. 
Une autre espèce, Glycyrrhiza uralensis Fisch., la réglisse chinoise, est utilisée dans la médecine traditionnelle chinoise. Glycyrrhiza uralensis est l'herbe la plus utilisée dans la médecine Kampo.

## Liste d'espèces
Selon The Plant List (19 septembre 2018) :
- Glycyrrhiza acanthocarpa (Lindl.) J.M.Black
- Glycyrrhiza aspera Pall.
- Glycyrrhiza astragalina Hook. & Arn.
- Glycyrrhiza bucharica Regel
- Glycyrrhiza echinata L.
- Glycyrrhiza eglandulosa X.Y.Li
- Glycyrrhiza eurycarpa P.C.Li
- Glycyrrhiza foetida Desf.
- Glycyrrhiza foetidissima Tausch
- Glycyrrhiza frearitis (Boiss.) Orph. ex Beck
- Glycyrrhiza glabra L.
- Glycyrrhiza gontscharovii Maslenn.
- Glycyrrhiza iconica Hub.-Mor.
- Glycyrrhiza inflata Batalin
- Glycyrrhiza korshinskyi Grig.
- Glycyrrhiza lepidota Pursh
- Glycyrrhiza pallidiflora Maxim.
- Glycyrrhiza squamulosa Franch.
- Glycyrrhiza triphylla Fisch. & C.A.Mey.
- Glycyrrhiza uralensis Fisch.
- Glycyrrhiza yunnanensis P.C.Li